# Stübig

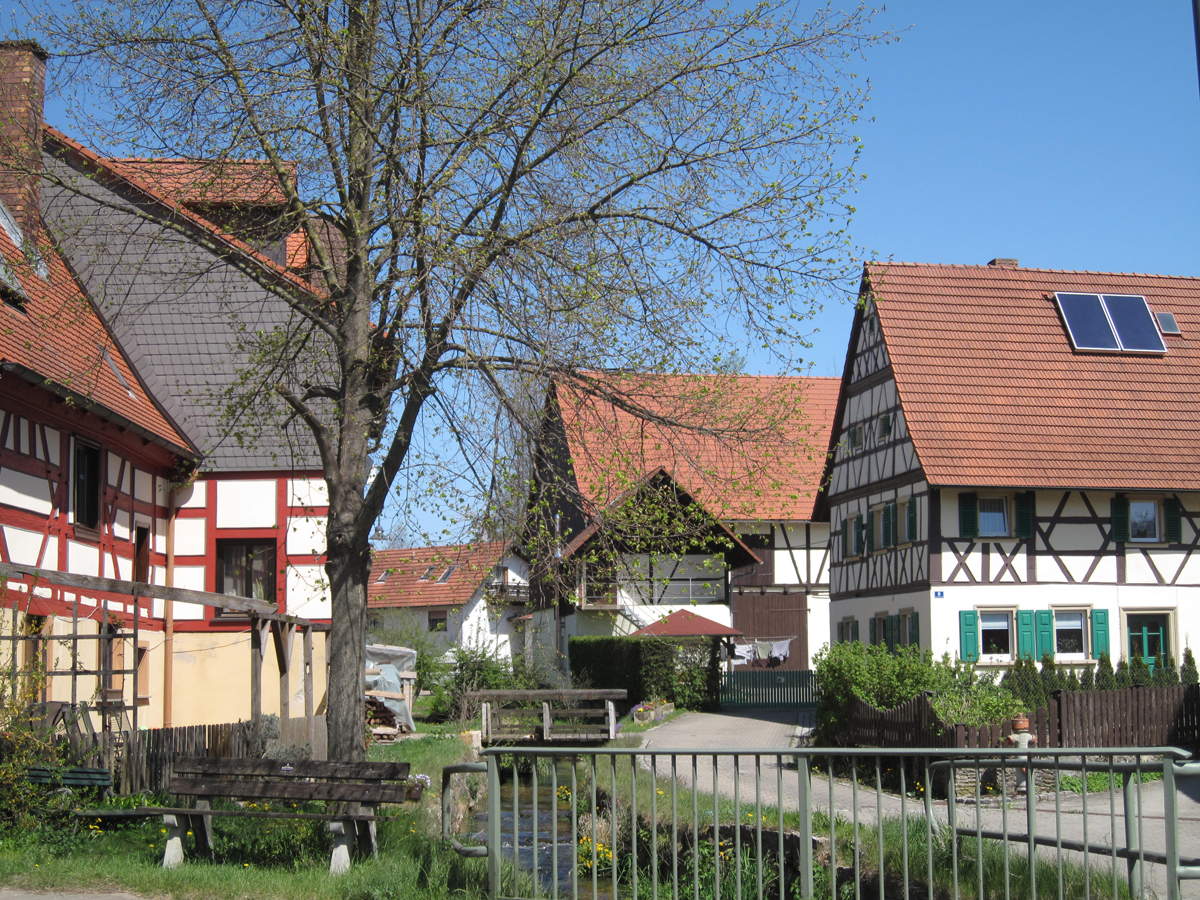
Impression aus dem Dorf

Stübig ist ein Gemeindeteil der Stadt Scheßlitz im oberfränkischen Landkreis Bamberg in Bayern. Am 30. März 2022 hatte das Pfarrdorf 200 Einwohner.

## Name
Stubich bezeichnet im Mittelhochdeutschen Reisig, was auf eine mit Niederholz und Gestrüpp bewachsene Gegend hindeutet. Der Ortsname wechselte im Lauf der Jahrhunderte häufig seine Schreibweise. In alten Verzeichnissen wird er u. a. „Stubech“, „Stubich“, „Stubegen“, „Stubeygen“ und „Stübich“ genannt. 

## Geschichte
Der Ort „Stubeg“ wurde im Jahr 1157 erstmals urkundlich verzeichnet. Die Gemeindeherrschaft lag bis ins frühe 19. Jahrhundert großteils beim Bamberger Kloster Michelsberg.
Stübig war eine eigenständige Gemeinde, zu der noch der Weiler Doschendorf gehörte. Am 1. Januar 1972 wurde diese Kommune im Zuge der Gebietsreform in Bayern zunächst mit seinen Nachbargemeinden Dörrnwasserlos und Roschlaub zusammengefasst. Am 1. Januar 1974 kam Burglesau hinzu. Am 1. Mai 1978 folgte die Eingliederung der Gemeinde in die nahe gelegene Stadt Scheßlitz.

## Pfarrkirche St. Martin
Die auf einer Erhöhung am Rand der Straße zwischen Stübig und Weichenwasserlos errichtete Kirche gilt als Urpfarrei und bestand schon um das Jahr 800. Die heutige Pfarrkirche entstand in drei Bauperioden zwischen den Jahren 1400 und 1702/03, als der Bamberger Baumeister Bonaventura Rauscher Schiff und Chor erhöhte und den Turm neu baute.
Die Deckengemälde stammen aus der zweiten Hälfte des 18. Jahrhunderts, die Ausstattung geht auf das Jahr 1721 zurück. Der Hochaltar ist ein gemeinsames Werk des Schreiners Martin Walter und des Bildhauers Leonhard Gollwitzer aus Bamberg, der auch die übrigen Plastiken schuf. Der klassizistische Tabernakel stammt von Georg Hoffmann, das Ölbergrelief von Wilhelm Wurzer vom Anfang des 19. Jahrhunderts.

## Kultur
- Sportverein ASV Stübig

Die Herrenfußballmannschaft des ASV Stübig trat bis zur Saison 2008/2009 in der Bezirksliga Oberfranken/West an. Stübig war damit deutschlandweit die kleinste Ortschaft mit einer Fußballmannschaft in einer vergleichbar hoch angesiedelten Spielklasse.
- Reisbergbote Stübig
- Krieger-, Soldaten- und Kameradschaftsverein Stübig
- Stammtisch lustige Ellertaler e. V. Stübig

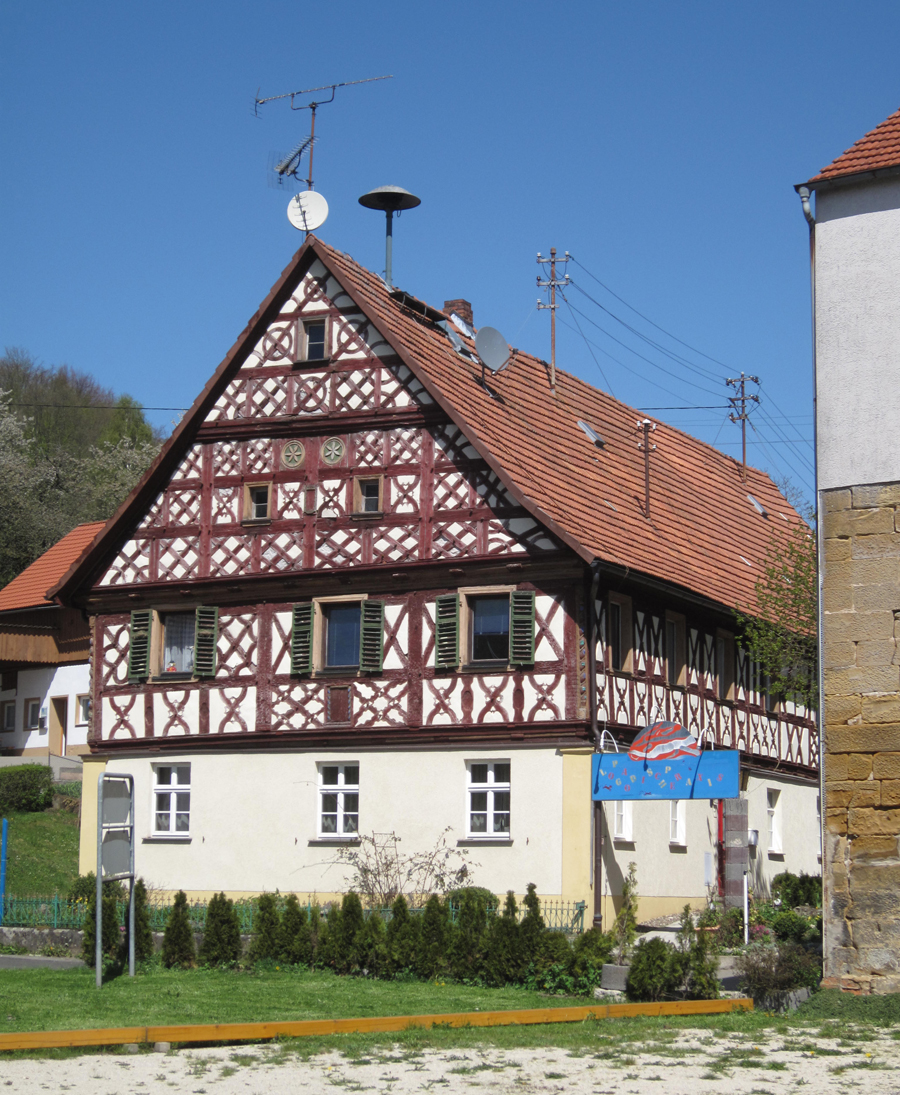
Frankfurter Hof
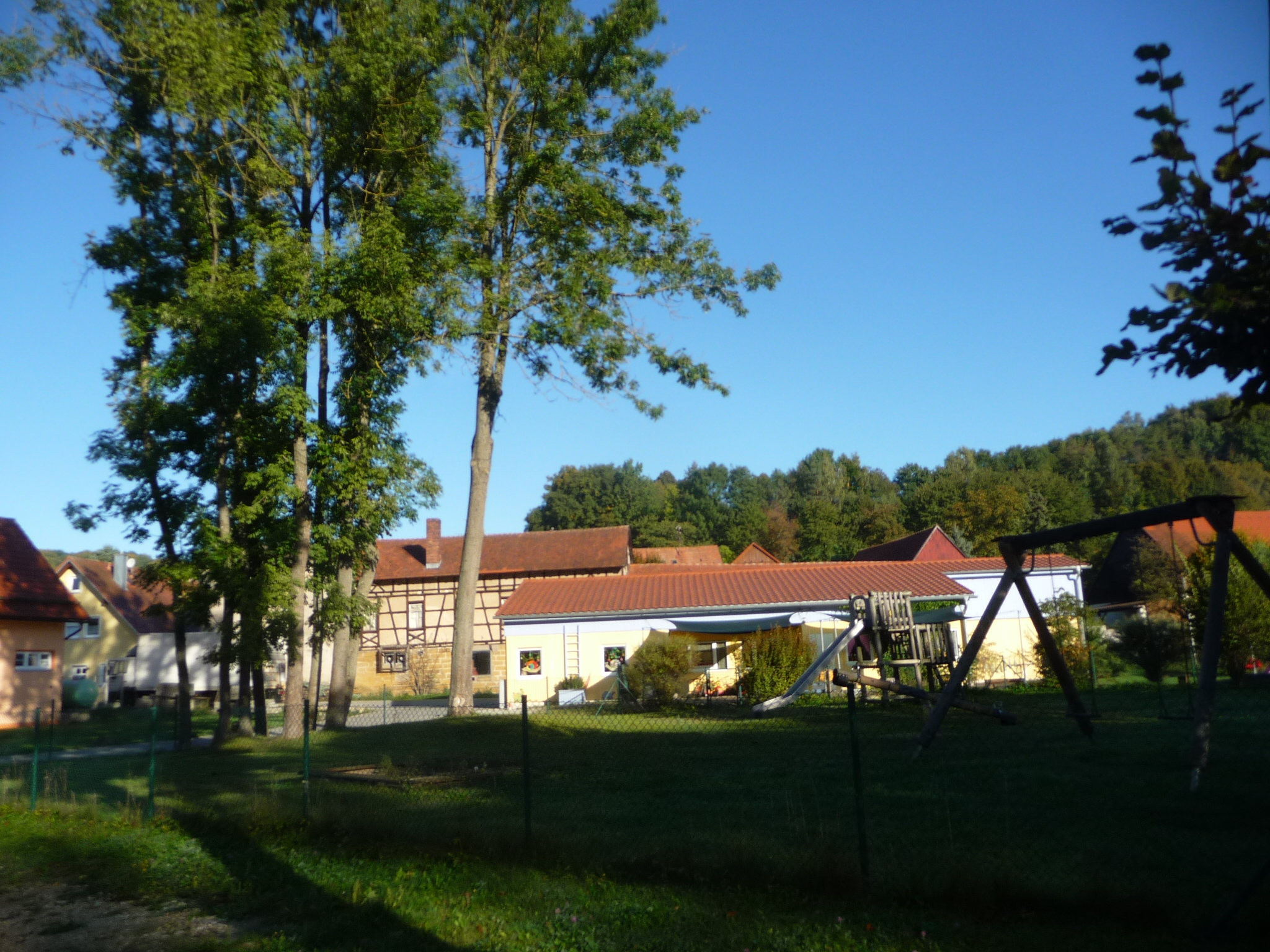
Ortsbild
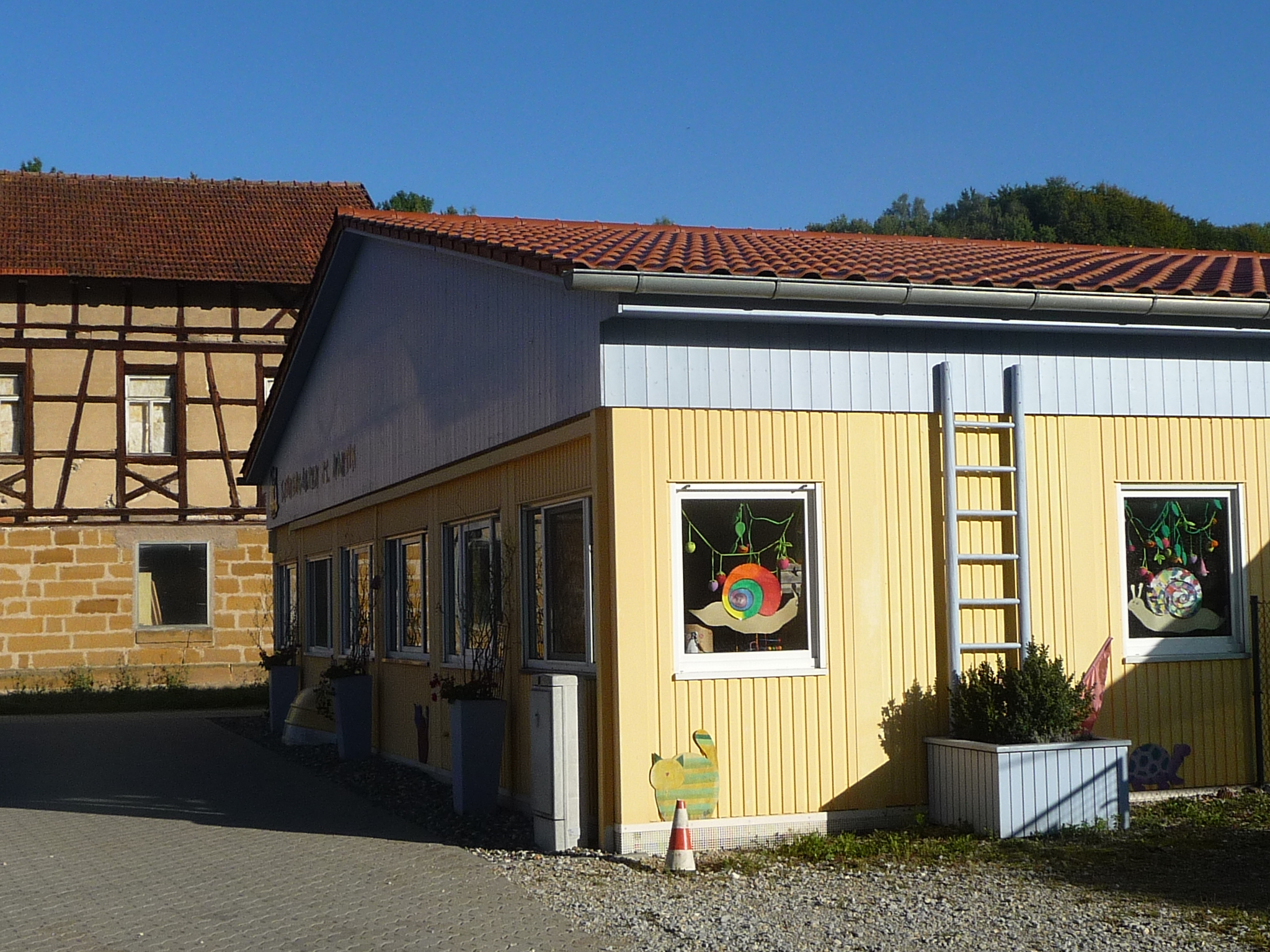
Kindergarten
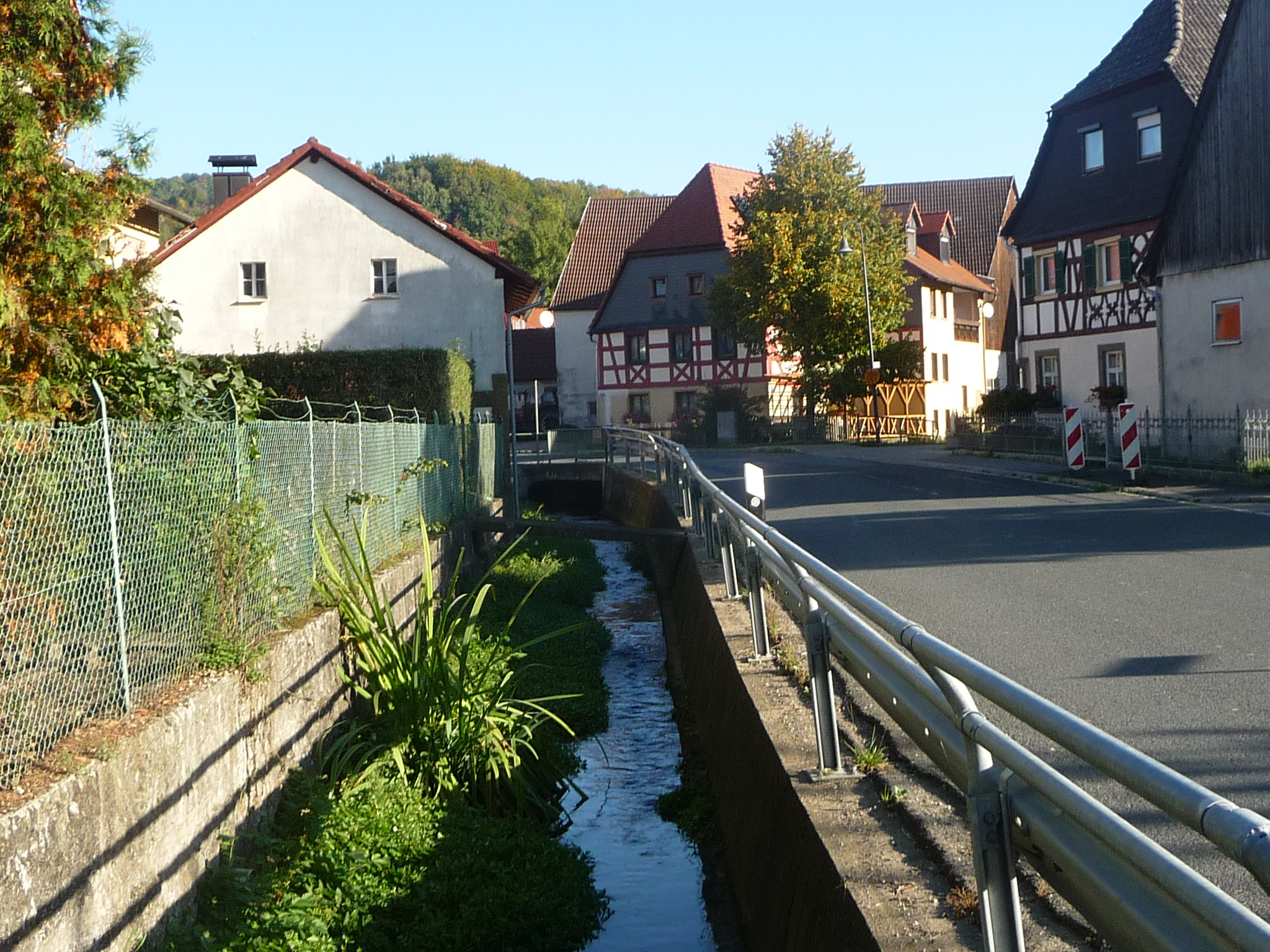
Bach

## Adelsfamilie
1312 war Walther von Stübich Amtmann auf der etwa 25 Kilometer südöstlich gelegenen Burg Neideck. Die Familie wurde 1422 letztmals erwähnt.